# Länsväg 156
De Zweedse weg 156 (Zweeds: Länsväg 156) is een provinciale weg in de provincies Jönköpings län en Västra Götalands län in Zweden en is circa 109 kilometer lang. De weg ligt in het zuiden van Zweden.

## Plaatsen langs de weg
- Härryda
- Stora Bugärde
- Eriksmyst
- Hällingsjö
- Hyssna
- Kinna
- Svenljunga
- Uddebo
- Tranemo

## Knooppunten
- Riksväg 27/Riksväg 40 bij Härryda (begin)
- Riksväg 41 bij Kinna
- Länsväg 154 bij Svenljunga
- Riksväg 27 bij Tranemo
- Riksväg 26